# Edward Radclyffe (2e comte de Derwentwater)
Edward Radclyffe, 2e comte de Derwentwater (1655 – 29 avril 1705) est un pair anglais, titré vicomte Radclyffe de 1688 à 1695.

## Biographie
Il hérite du comté de son père, François Radclyffe, 1er comte de Derwentwater, en 1697. Sa mère est Catherine Fenwick, fille de William Fenwick. Le 18 août 1687, il épouse Mary Tudor, la fille naturelle du roi Charles II.
Ils ont quatre enfants :
- James Radclyffe (3e comte de Derwentwater) (1689-1716)
- Francis Radclyffe (2 février 1691 – 15 mai 1715)
- Charles Radclyffe (3 septembre 1693 – 8 décembre 1746)
- Mary Tudor Radclyffe (6 octobre 1697 – 16 mars 1756)

Le mariage est néanmoins malheureux et le couple se sépare en 1700.